# Korona Kielce 2013-2014
Questa voce raccoglie le informazioni riguardanti il Korona Kielce nelle competizioni ufficiali della stagione 2013-2014.

## Rosa
| N. |                                 | Ruolo | Calciatore          |
| -- | ------------------------------- | ----- | ------------------- |
| 1  | Polonia (bandiera)              | P     | Zbigniew Małkowski  |
| 2  | Polonia (bandiera)              | D     | Kamil Sylwestrzak   |
| 3  | Polonia (bandiera)              | D     | Kamil Kuzera        |
| 4  | Polonia (bandiera)              | D     | Piotr Malarczyk     |
| 5  | Ucraina (bandiera)              | C     | Serhij Pilipčuk     |
| 5  | Polonia (bandiera)              | C     | Paweł Zawistowski   |
| 6  | Polonia (bandiera)              | C     | Artur Lenartowski   |
| 7  | Polonia (bandiera)              | D     | Tomasz Lisowski     |
| 8  | Bosnia ed Erzegovina (bandiera) | C     | Vlastimir Jovanović |
| 9  | Polonia (bandiera)              | A     | Przemysław Trytko   |
| 10 | Polonia (bandiera)              | C     | Michał Janota       |
| 11 | Polonia (bandiera)              | A     | Daniel Gołębiewski  |
| 15 | Polonia (bandiera)              | C     | Łukasz Sierpina     |
| 17 | Slovacchia (bandiera)           | D     | Pavol Staňo         |

| N. |                       | Ruolo | Calciatore         |
| -- | --------------------- | ----- | ------------------ |
| 18 | Polonia (bandiera)    | C     | Marcin Cebula      |
| 20 | Polonia (bandiera)    | A     | Maciej Korzym      |
| 21 | Polonia (bandiera)    | C     | Marcin Trojanowski |
| 23 | Serbia (bandiera)     | C     | Vanja Marković     |
| 24 | Ucraina (bandiera)    | P     | Oleksìj Šlâkotìn   |
| 25 | Polonia (bandiera)    | C     | Damian Ałdaś       |
| 27 | Polonia (bandiera)    | C     | Jacek Kiełb        |
| 29 | Polonia (bandiera)    | C     | Paweł Sobolewski   |
| 32 | Rep. Ceca (bandiera)  | D     | Radek Dejmek       |
| 44 | Polonia (bandiera)    | D     | Paweł Golański     |
| 58 | Polonia (bandiera)    | A     | Karol Angielski    |
| 90 | Polonia (bandiera)    | P     | Wojciech Małecki   |
| 91 | Kazakistan (bandiera) | A     | Sergey Xïjnïçenko  |
| 99 | Polonia (bandiera)    | C     | Mateusz Stąporski  |